# Achadas da Cruz
Achadas da Cruz é uma freguesia portuguesa do município de Porto Moniz, ilha da Madeira, na Região Autónoma da Madeira,  com 10,0 km² de área e 121 habitantes (censo de 2021). A sua densidade populacional é 12,1 hab./km².
Achadas da Cruz tem uma estrada que a liga o Porto Moniz ao Funchal. A principal atividade económica é a agricultura. É banhada pelo Oceano Atlântico a norte e tem montanhas a sudeste.
Nos anos de 1911 a 1939 estava anexada à freguesia de Porto Moniz, juntamente com a freguesia de Ribeira da Janela. Pelo decreto-lei nº 30.214, de 22/12/1939, passaram a constituir freguesias autónoma.

## Demografia
A população registada nos censos foi:
| Distribuição da População por Grupos Etários | Distribuição da População por Grupos Etários | Distribuição da População por Grupos Etários | Distribuição da População por Grupos Etários | Distribuição da População por Grupos Etários |
| -------------------------------------------- | -------------------------------------------- | -------------------------------------------- | -------------------------------------------- | -------------------------------------------- |
| Ano                                          | 0-14 Anos                                    | 15-24 Anos                                   | 25-64 Anos                                   | > 65 Anos                                    |
| 2001                                         | 48                                           | 31                                           | 94                                           | 47                                           |
| 2011                                         | 10                                           | 27                                           | 78                                           | 44                                           |
| 2021                                         | 5                                            | 6                                            | 69                                           | 41                                           |